# 转会市场
转会市场，在中文语境又被称为“德国转会市场”，简称“德转”，是一家总部位于德国的足球资讯网站，现为阿克塞尔·斯普林格集团旗下网站。提供包括比分、赛果、统计数据、转会新闻和比赛赛程在内的各类足球资讯。根据德国IVW机构在2010年的统计，德转在德国体育网站中的浏览量仅次于《踢球者》杂志官网。

## 简介
德转由马蒂亚斯·塞德尔（Matthias Seidel）于2000年5月创建。2007年11月，德转的第一个国际版本——transfermarkt.at（奥地利德语版）上线。至今德转在全球已有13个不同版本，以及一个视频网站。2008年9月，阿克塞尔·斯普林格集团收购了德转51%的股份，成为最大股东；创始人塞德尔成为第二大股东，并继续负责运营网站。
网站的资料和数据允许用户自由编辑，但需经管理员审核通过才能发布。球员身价估算是该网站的一大特色。来自全球各地的管理员会根据从各种渠道掌握的情报，对球员身价进行估算。